# Appenheimer Hundertgulden
Appenheimer Hundertgulden ist eine 56 ha große Weinlage und die bekannteste Einzellage der Gemeinde Appenheim in Rheinhessen (Rheinland-Pfalz).

Blick auf Appenheim aus Sicht des Hundertgulden

## Lage, Klima, Boden
Die Weinlage Hundertgulden erstreckt sich in östlicher Richtung von Appenheim gelegen an den Hängen des Westerberges. Sie ist der Teil der Großlage Abtey des Weinbaugebiets Rheinhessen.
Von der Gesamtfläche der Lage sind nur 26,3 ha bestockt. Die so genannte Kernlage umfasst 10 ha.
Die Ausrichtung der Lage ist von Südwest bis Süd und der Steigungswinkel beträgt 20 % bis 38 %. Man spricht hierbei von 50 % Hanglage und 50 % Steillage, die sich in 160 bis 235 m ü. NHN befinden. Dies ermöglicht in frostigen Nächten, dass die Kälte zum Dorf hin abfließen kann und minimiert die Gefahr von Frostschäden an den empfindlichen neuen Trieben der Rebe.
Der Boden besteht aus Kalkstein (Terra fusca), welcher aus den Korallenbänken des tertiären Urmeeres entstand. Außerhalb der Kernlage findet man Mergel und schwach steinigen bis tonigen Lehm oder reinen Lehm.
Durch die Exposition von Südwest bis Süd kommt die einfallende Abendsonne besonders dem Riesling zugute, welcher die beste Assimilationsleistung in den Abendstunden zeigt.
Der Gruppe der Hundertgulden-Winzer gehören die Weingüter Bischel, Bockius, Eberle-Runkel, Franz, Gres, Hofmann, Knewitz, Schweickardt und das Weingut Zehnthof an.

## Besonderheiten der Lage
Hundertgulden wird als Lage mit den höchsten Carbonatgehalten aller deutschen Weinbergslagen beworben. Daraus resultieren laut den örtlichen Winzern Weine mit fruchtiger Säure bei hohen pH-Werten, welche dadurch sehr mineralisch und trotzdem sehr bekömmlich seien. Die Lage erzeuge durch die geringen Beerengewichte sehr dichte, feinfruchtige Rieslinge mit ausgeprägter Mineralität.

## Geschichte
Die Lage tauchte im Mittelalter auf mehreren päpstlichen Schenkungsurkunden auf. Im Jahr 1148 wurde die Lage von Papst Eugen III. dem Kloster Disibodenberg zur Nutzung überlassen. Anno 1184/1185 (unterschiedliche Quellenangaben) wurden Nutzungsrechte von Papst Lucius III. dem Kloster Rupertsberg überschrieben.

## Herkunft des Namens
Der jetzige Name entstand erst im 14. Jahrhundert. Zu dieser Zeit wechselte die Lage mehrmals ihren Besitzer und es wurden hohe Beträge in Rheinischen Goldgulden dafür gezahlt.